# Joe Pesci
Joseph Eliot "Joe" Pesci, född 9 februari 1943 i Newark i New Jersey, är en amerikansk skådespelare och musiker.
Pesci har gjort så skilda rollprestationer som maniska gangsterfigurer i till exempel Maffiabröder (1990) (som han för övrigt fick en Oscar för bästa manliga biroll för) och Casino (1995), och komiska roller i Dödligt vapen 2, 3 och 4 (1989, 1992 respektive 1998) och som klantig inbrottstjuv i Ensam hemma (1990) samt Ensam hemma 2 – vilse i New York (1992). Pesci drog sig tillbaka från filmscenen 1999 för att satsa på en musikkarriär men gjorde comeback i filmen Den innersta kretsen (2006).

## Filmografi

### Filmer
| År   | Titel                                  | Roll                        | Noter |
| ---- | -------------------------------------- | --------------------------- | --- |
| 1961 | Hey, Let's Twist                       | Dansare i Peppermint Club   | Okrediterad |
| 1976 | The Death Collector                    | Joe Salvino                 | |
| 1980 | Tjuren från Bronx                      | Joey LaMotta                | BAFTA Award for Best Newcomer National Board of Review Award for Best Supporting Actor National Society of Film Critics Award for Best Supporting Actor New York Film Critics Circle Award for Best Supporting Actor Nominerad – Oscar för bästa manliga biroll Nominerad – Golden Globe Award for Best Supporting Actor – Motion Picture                                                                                              |
| 1982 | I'm Dancing as Fast as I Can           | Roger                       | |
| 1982 | Dear Mr. Wonderful                     | Ruby Dennis                 | |
| 1983 | Eureka                                 | Mayakofsky                  | |
| 1983 | Easy Money                             | Nicky Cerone                | |
| 1984 | Once Upon a Time in America            | Frankie Minaldi             | |
| 1984 | Tutti dentro                           | Corrado Parisi              | |
| 1987 | Man on Fire                            | David Coolidge              | |
| 1988 | Moonwalker                             | Frankie Lideo (aka Mr. Big) | |
| 1988 | The Legendary Life of Ernest Hemingway | John Dos Passos             | |
| 1989 | Dödligt vapen 2                        | Leo Getz                    | |
| 1990 | Backtrack - I skottlinjen              | Leo Carelli                 | AKA Backtrack Okrediterad |
| 1990 | Betsy's Wedding                        | Oscar Henner                | |
| 1990 | Maffiabröder                           | Tommy DeVito                | Oscar för bästa manliga biroll Boston Society of Film Critics Award for Best Supporting Actor Chicago Film Critics Association Award for Best Supporting Actor Kansas City Film Critics Circle Award for Best Supporting Actor Los Angeles Film Critics Association Award for Best Supporting Actor National Board of Review Award for Best Supporting Actor Nominerad – Golden Globe Award for Best Supporting Actor – Motion Picture |
| 1990 | Ensam hemma                            | Harry Lyme                  | |
| 1991 | En rutten värld                        | Louie Kritski               | |
| 1991 | JFK                                    | David Ferrie                | |
| 1992 | Min kusin Vinny                        | Vincent LaGuardia Gambini   | American Comedy Award for Funniest Actor in a Motion Picture Nominerad – MTV Movie Award for Best Comedic Performance |
| 1992 | Dödligt vapen 3                        | Leo Getz                    | |
| 1992 | Med obeväpnat öga                      | Leon Bernstein              | |
| 1992 | Ensam hemma 2 - vilse i New York       | Harry Lyme                  | |
| 1993 | I skuggan av Bronx                     | Carmine                     | Cameo |
| 1994 | Jimmy Hollywood                        | Jimmy Alto                  | |
| 1994 | Lära för livet                         | Simon Wilder                | |
| 1995 | Casino                                 | Nicky Santoro               | Nominerad – MTV Movie Award for Best Villain |
| 1997 | 8 huvuden i en sportbag                | Tommy Spinelli              | |
| 1997 | Gone Fishin'                           | Joe Waters                  | |
| 1998 | Dödligt vapen 4                        | Leo Getz                    | Nominerad – Blockbuster Entertainment Award for Favorite Supporting Actor – Action/Adventure Nominerad – Razzie Award for Worst Actor |
| 2006 | Den innersta kretsen                   | Joseph Palmi                | |
| 2010 | Love Ranch                             | Charlie Bontempo            | |
| 2018 | The Irishman                           | Russell Bufalino            | Nominerad – Oscar för bästa manliga biroll |

### TV
| År   | Titel                          | Roll                          | Noter                                                                                  |
| ---- | ------------------------------ | ----------------------------- | -------------------------------------------------------------------------------------- |
| 1966 | The Lucy Show                  | Lead Musician Musician Leader | Avsnitt: "Lucy Gets a Roommate" Avsnitt: "Lucy and Carol in Palm Springs"              |
| 1985 | Half Nelson                    | Rocky Nelson                  | TV movie                                                                               |
| 1985 | Half Nelson                    | Rocky Nelson                  | 6 avsnitt                                                                              |
| 1992 | Röster från andra sidan graven | Vic / Jack                    | Avsnitt: "Split Personality" Nominerad – CableACE Award for Actor in a Dramatic Series |
| 1993 | The Pink Panther               | Dogfather / Puggs (röstroll)  | TV-serie                                                                               |